# Why Change Your Wife?
Why Change Your Wife? é um filme de comédia mudo produzido nos Estados Unidos e lançado em 1920.